# Lancer du javelot féminin aux championnats du monde d'athlétisme 2013
Navigation
Daegu 2011 Pékin 2015
L'épreuve du lancer du javelot féminin des championnats du monde de 2013 s'est déroulée les 16 et 18 août 2013 dans le Stade Loujniki, le stade olympique de Moscou. Elle est remportée par l'Allemande Christina Obergföll.

## Records et performances

### Records
Les records du lancer du javelot femmes (mondial, des championnats et par continent) étaient avant les championnats 2013 les suivants.  
| Record                    | Athlète           | Pays           | Distance | Lieu              | Date                      |
| ------------------------- | ----------------- | -------------- | -------- | ----------------- | ------------------------- |
| Record du monde           | Barbora Špotáková | Tchéquie       | 72,28 m  | 13 septembre 2008 | Stuttgart, Allemagne      |
| Record des championnats   | Osleidys Menéndez | Cuba           | 71,70 m  | 14 août 2005      | Helsinki, Finlande        |
| Record d'Afrique          | Sunette Viljoen   | Afrique du Sud | 65,43 m  | 7 juillet 2009    | Belgrade, Serbie          |
| Record d'Asie             | Wei Jianhua       | Chine          | 63,92 m  | 18 août 2000      | Beijing, Chine            |
| Record d'Amérique du Nord | Osleidys Menéndez | Cuba           | 71,70 m  | 14 août 2005      | Helsinki, Finlande        |
| Record d'Amérique du Sud  | Sabina Moya       | Colombie       | 62,62 m  | 12 mai 2002       | Guatemala City, Guatemala |
| Record d'Europe           | Barbora Špotáková | Tchéquie       | 72,28 m  | 13 septembre 2008 | Stuttgart, Allemagne      |
| Record d'Océanie          | Louise Currey     | Australie      | 66,80 m  | 5 août 2000       | Goald Coast, Australie    |

### Meilleures performances de l'année 2013
Les dix lanceuses de javelot les plus performantes de l'année sont, avant les championnats, les suivantes.
|    | Athlète              | Pays           | Distance | Lieu                | Date           |
| -- | -------------------- | -------------- | -------- | ------------------- | -------------- |
| 1  | Maria Abakumova      | Russie         | 69,34 m  | Castellón           | 16 mars 2013   |
| 2  | Christina Obergföll  | Allemagne      | 67,70 m  | Eugene, Orégon      | 31 mai 2013    |
| 3  | Linda Stahl          | Allemagne      | 65,76 m  | Halle (Saxe-Anhalt) | 25 mai 2013    |
| 4  | Huihui Lu            | Chine          | 65,62 m  | Zhaoqing            | 27 mai 2013    |
| 5  | Sinta Ozolina-Kovala | Lettonie       | 64,38 m  | Riga                | 30 mai 2013    |
| 6  | Kimberley Mickle     | Australie      | 64,35 m  | Paris Saint-Denis   | 6 juillet 2013 |
| 7  | Vira Rebryk          | Ukraine        | 64,30 m  | Yalta               | 17 mai 2013    |
| 8  | Katharina Molitor    | Allemagne      | 63,55 m  | Halle (Saxe-Anhalt) | 25 mai 2013    |
| 9  | Sunette Viljoen      | Afrique du Sud | 63,49 m  | Rome                | 6 juin 2013    |
| 10 | Yuki Ebihara         | Japon          | 62,83 m  | Hiroshima           | 29 avril 2013  |

## Engagées
Pour se qualifier, il faut avoir réalisé au moins 62,00 m (minimum A) ou 60,00 m (minimum B) entre le 1er octobre 2012 et le 29 juillet 2013.

## Médaillées
| Or                  | Argent           | Bronze           |
| Christina Obergföll | Kimberley Mickle | Mariya Abakumova |

## Résultats

### Finale
| Rang               | Athlète                | Pays           | Essais  | Essais  | Essais  | Essais  | Essais  | Essais  | Marque  | Notes |
| Rang               | Athlète                | Pays           | 1       | 2       | 3       | 4       | 5       | 6       | Marque  | Notes |
| ------------------ | ---------------------- | -------------- | ------- | ------- | ------- | ------- | ------- | ------- | ------- | ----- |
| Médaille d'or      | Christina Obergföll    | Allemagne      | 64,63 m | 69,05 m | 64,02 m | 62,93 m | x       | x       | 69,05 m | SB    |
| Médaille d'argent  | Kimberley Mickle       | Australie      | 60,43 m | 66,25 m | 64,18 m | 64,29 m | x       | 66,60 m | 66,60 m | PB    |
| Médaille de bronze | Mariya Abakumova       | Russie         | 65,09 m | 63,78 m | 64,33 m | x       | 60,99 m | 58,71 m | 65,09 m |       |
| 4                  | Linda Stahl            | Allemagne      | 64,78 m | 62,58 m | x       | x       | x       | 61,81 m | 64,78 m |       |
| 5                  | Kathryn Mitchell       | Australie      | 63,77 m | x       | 60,34 m | 62,19 m | x       | 62,23 m | 63,77 m | SB    |
| 6                  | Sunette Viljoen        | Afrique du Sud | 63,58 m | x       | 56,51 m | 58,66 m | 59,00 m | 60,25 m | 63,58 m |       |
| 7                  | Viktoriya Sudarushkina | Russie         | 60,44 m | 62,21 m | 55,82 m | x       | 58,64 m | x       | 62,21 m |       |
| 8                  | Li Lingwei             | Chine          | 57,48 m | 60,30 m | 61,30 m | 55,63 m | 57,58 m | 57,96 m | 61,30 m |       |
| 9                  | Tatjana Jelača         | Serbie         | 60,38 m | 60,63 m | 60,81   |         |         |         | 60,81 m |       |
| 10                 | Sofi Flinck            | Suède          | 57,56 m | 59,52 m | 55,56 m |         |         |         | 59,52 m |       |
| 11                 | Vira Rebryk            | Ukraine        | x       | 58,33 m | x       |         |         |         | 58,33 m |       |
| 12                 | Nadeeka Lakmali        | Sri Lanka      | 55,10 m | 58,16 m | 55,77 m |         |         |         | 58,16 m |       |

### Qualifications
Qualification : 61,50 m (Q) ou les 12 meilleurs lancers (q) m 
| Rang | Groupe | Athlète                | Nationalité    | Essai 1 | Essai 2 | Essai 3 | Résultat | Notes  |
| ---- | ------ | ---------------------- | -------------- | ------- | ------- | ------- | -------- | ------ |
| 1    | A      | Mariya Abakumova       | Russie         | 69,09 m |         |         | 69,09 m  | Q      |
| 2    | B      | Kimberley Mickle       | Australie      | 59,92 m | 65,73 m |         | 65,73 m  | Q (PB) |
| 3    | A      | Linda Stahl            | Allemagne      | 64,51 m |         |         | 64,51 m  | Q      |
| 3    | B      | Sunette Viljoen        | Afrique du Sud | 64,51 m |         |         | 64,51 m  | Q, SB  |
| 5    | A      | Kathryn Mitchell       | Australie      | x       | 62,80 m |         | 62,80 m  | Q (SB) |
| 6    | B      | Tatjana Jelača         | Serbie         | 57,65 m | 62,68 m |         | 62,68 m  | Q (NR) |
| 7    | B      | Christina Obergföll    | Allemagne      | 62,36 m |         |         | 62,36 m  | Q      |
| 8    | B      | Viktoriya Sudarushkina | Russie         | x       | 52,88 m | 62,20 m | 62,20 m  | Q      |
| 9    | A      | Sofi Flinck            | Suède          | 61,96 m |         |         | 61,96 m  | Q (NR) |
| 10   | A      | Vira Rebryk            | Ukraine        | 59,49 m | 58,60 m | 61,70 m | 61,70 m  | Q      |
| 11   | B      | Li Lingwei             | Chine          | 58,62 m | 61,51 m |         | 61,51 m  | Q (SB) |
| 12   | B      | Nadeeka Lakmali        | Sri Lanka      | 56,12 m | 59,09 m | 60,39 m | 60,39 m  | q      |
| 13   | B      | Katharina Molitor      | Allemagne      | 57,17 m | 58,03 m | 60,32 m | 60,32 m  |        |
| 14   | B      | Līna Mūze              | Lettonie       | 54,36 m | 60,29 m | x       | 60,29 m  |        |
| 15   | A      | Zhang Li               | Chine          | 58,59 m | 60,16 m | 58,98 m | 60,16 m  |        |
| 16   | A      | Yuki Ebihara           | Japon          | 58,39 m | 59,31 m | 59,80 m | 59,80 m  |        |
| 17   | A      | Krista Woodward        | Canada         | 58,86 m | 55,31 m | 55,59 m | 58,86 m  |        |
| 18   | A      | Hanna Hatsko           | Ukraine        | 57,82 m | 58,63 m | 57,55 m | 58,63 m  |        |
| 19   | B      | Marharyta Dorozhon     | Ukraine        | 58,23 m | 54,53 m | 55,40 m | 58,23 m  |        |
| 20   | B      | Martina Ratej          | Slovénie       | 56,36 m | 57,95 m | x       | 57,95 m  |        |
| 21   | B      | Ásdís Hjálmsdóttir     | Islande        | 57,36 m | 57,65 m | 55,98 m | 57,65 m  |        |
| 22   | B      | Brittany Borman        | États-Unis     | 53,20 m | 57,63 m | x       | 57,63 m  |        |
| 23   | A      | Flor Ruiz              | Colombie       | 55,43 m | 57,47 m | 54,09 m | 57,47 m  |        |
| 24   | B      | Liina Laasma           | Estonie        | 55,53 m | 54,11 m | 56,93 m | 56,93 m  |        |
| 25   | A      | Eliza Toader           | Roumanie       | 54,47 m | 55,76 m | 54,64 m | 55,76 m  |        |
| 26   | A      | Jucilene de Lima       | Brésil         | 54,14 m | 55,18 m | x       | 55,18 m  |        |
| 27   | A      | Madara Palameika       | Lettonie       | x       | x       | 53,70 m | 53,70 m  |        |

## Légende
Records et Performances
- AR : Record continental (area record)
- CR : Record des championnats (championship record)
- MR : Record du meeting (meet record)
- NR : Record national (national record)
- OR : Record olympique (olympic record)
- PR : Record paralympique (paralympic record)
- PB : Record personnel (personal best)
- SB : Meilleure performance personnelle de la saison (season's best)
- WL : Meilleure performance mondiale de l'année (world leader)
- WJR : Record du monde junior (world junior record)
- WR : Record du monde (world record)

Circonstances et Conditions
- DNF : N'a pas terminé (did not finish)
- DNS : N'a pas pris le départ (did not start)
- DQ : Disqualification (disqualification)
- NM : Aucun essai valable enregistré (No Mark)
- Q : Qualifié « directement » au prochain tour (ou à la prochaine compétition), lors d'une compétition majeure, grâce au classement ou à la réalisation des minima (automatic qualifier)
- q : Qualifié au prochain tour (ou à la prochaine compétition), lors d'une compétition majeure, grâce au repêchage ou à la réalisation de l'une des meilleures performances parmi celles des « non qualifiés directement » (grâce au meilleur temps ou à la meilleure distance par exemple) (secondary qualifier)